# 和歌山リハビリテーション専門職大学
和歌山リハビリテーション専門職大学（わかやまリハビリテーションせんもんしょくだいがく、英語: Wakayama Professional University of Rehabilitation）は、和歌山県和歌山市に本部を置く私立の専門職大学である。

## 概要
専門職大学として2021年4月に開学。初代学長は和歌山県教育委員会教育長などを歴任した西下博通。和歌山市民図書館本館の跡地に設置されている。

## 沿革
- 2021年4月 - 和歌山リハビリテーション専門職大学として開学

## 組織
- 健康科学部
  - リハビリテーション学科
    - 作業療法学専攻
    - 理学療法学専攻